# Romano R.130
Il Romano R.130 fu un aereo da caccia monoplano,  monomotore, monoposto, sviluppato dall'azienda aeronautica francese Chantiers aéronavals Étienne Romano nella seconda metà degli anni trenta del XX secolo e rimasto allo stadio di progetto.

## Storia del progetto
In risposta al programma del 13 luglio 1934 relativo ad un caccia leggero, l'ingegnere Étienne Romano, della Chantiers aéronavals Étienne Romano di Cannes elaborò il progetto dello R.130. Si trattava di un biplano con ali a gabbiano, con l'ala superiore attaccata alla parte superiore della fusoliera, mentre l'inferiore era posizionata sulla parte bassa. Le due ali, sfalsate tra di loro, era collegate da due montanti a N, uno per ogni lato. 
Ogni semiala superiore aveva forma a pianta rettangolare con l'estremità arrotondata, e disponeva di un alettone. I flap di atterraggio erano posizionati sotto le semiali inferiori. Il pilota era posizionato all'interno di una cabina di pilotaggio chiusa a forma di goccia, non completamente vetrata. Il carrello di atterraggio si ritraeva lateralmente ai lati della fusoliera, ed anche il ruotino di coda, posto alla sua estremità, era retrattile. Il motore era un Renault 12R-03 a 12 cilindri a V, raffreddato ad aria, erogante la potenza di  450 hp. L'elica era una tripala Ratier a passo variabile elettricamente. Il serbatoio del carburante, blindato, poteva contenere 210 litri. La struttura dell'aereo era realizzata in tubi d'acciaio mentre il rivestimento era in lega leggera. I calcoli delle prestazioni suggerivano una velocità massima di 460 km/h e una di crociera di 360 km/h. Questo studio non raggiunse l'obiettivo di ottenere l'ordine per la costruzione di un prototipo.
Nel 1937 Étienne Romano firmò un contratto con il governo repubblicano spagnolo per la fornitura di 40 caccia R.131, versione dello R.130 equipaggiata con un propulsore Wright Cyclone da 525 CV o eventualmente di un Pratt & Whitney Wasp Junior.  Questa travagliata fornitura, che non andò a buon fine, costò a Étienne Romano il posto di progettista all'interno della SNCASE. Nessun R.131 fu costruito.
I concorrenti del progetto Romano erano il Loire 250, il Dewoitine D.513, il Nieuport-Delage LN 160, il Morane-Saulnier 405, il Bloch MB 150, il Bleriot-Spad S.710 e l'ANF Les Mureaux 190.
Il Loire 250 e il Nieuport-Delage 160 non poterono essere messi a punto, mentre il Bloch MB 150 nella sua prima forma si rivelò troppo pesante. Il Bleriot-Spad S.710 andò distrutto per incidente il 5 giugno 1937, mentre lo sviluppo dell'ANF Les Mureaux 190 fu fermato in quello stesso anno a causa della tendenza del suo propulsore a consumare più olio che carburante. Vincitore del programma fu dichiarato il Morane-Saulnier MS.405.